# Vivo – Voller Leben
Vivo – Voller Leben (Originaltitel Vivo) ist ein US-amerikanisches Computeranimations-Musical des Regisseurs Kirk DeMicco aus dem Jahr 2021 produziert von Sony Pictures Animation.

## Handlung
Andrés Hernández und sein Wickelbär Vivo sind gefeierte Straßenmusiker in Havanna. Als eines Tages ein Brief der kubanischen Star-Sängerin Marta Sandoval mit einer Einladung zu ihrem Abschlusskonzert in Miami ins Haus flattert, wird Andrés sentimental. 
Er und Marta waren einst Bühnenpartner in Kuba, wurden jedoch getrennt, als Marta ein Angebot vom Mambo Cabana in Miami bekam und fortan dort auftreten sollte. Sie bat Andrés, mit ihr zu kommen, doch er lehnte ab, da er wusste, dass sein Platz in Kuba war. Insgeheim hatte er immer Gefühle für Marta gehegt, sie ihr jedoch nie gestanden, aus Angst, dass sie daraufhin ihren Traum vom Mambo Cabana und ihre Karriere für ihn auf Eis legen würde. Er hat aber eine Ballade für sie komponiert, die seine Gefühle ausdrückt. 
Andrés verstirbt an diesem Abend, und sein Wickelbär Vivo nimmt sich vor, das Notenblatt mit der Ballade der Sängerin zu überbringen. Er muss dazu aber nach Miami gelangen. Da er bereits Gabi, ein vorlautes, zehnjähriges Mädchen kennengelernt hat, schmuggelt er sich in ihr Reisegepäck und gelangt so nach Key West. 
Gabi möchte Vivo helfen und beide versuchen, mit dem Fahrrad Richtung Miami zu gelangen, was aber schnell in einem Sturz von einer Brücke endet. Auf einem Schiff gelandet, bastelt Gabi ein Floß zusammen, um über die Everglades zum Ziel zu kommen. Hier werden die Partner bei einem Unwetter getrennt und müssen sich gegen eine Riesenschlange zur Wehr setzen. 
Allen Gefahren zum Trotz machen sie sich mit der Hilfe von Gabis Pfadfindergruppe auf dem Floß auf Richtung Miami. Als das Notenblatt unterwegs jedoch fast komplett zerstört wird, plagen Vivo die Schuldgefühle. Er glaubt, Andrés nun im Stich gelassen zu haben, obwohl dieser immer alles für ihn getan hat. Als Gabi jedoch beginnt, den Text von Andrés Lied auswendig zu singen, bemerkt Vivo, dass er die Melodie dazu ebenfalls noch fehlerfrei weiß und zusammen rekonstruieren sie das Notenblatt. 
Vivo kann Marta das Lied überbringen, welches sie noch am selben Abend aufführt. Zeitgleich ist auch Gabis Mutter auf der Suche nach den beiden in Miami aufgetaucht und glaubt die ganze Geschichte der beiden erst nicht. Als sie und Gabi sich jedoch darüber aussprechen, dass Gabi Vivo vor allem deswegen so dringend helfen wollte, Andrés Liebesnachricht zu überbringen, weil sie selbst es nie geschafft hat, ihrem Vater vor seinem Tod zu sagen, wie sehr sie ihn geliebt hat, versöhnen sich Mutter und Tochter. Vivo wird daraufhin von beiden in der Familie aufgenommen. 
Tags darauf spielen Gabi und Vivo in Florida einen umjubelten Auftritt mit ihrem neuen Soundsystem.

## Rezeption
Rotten Tomatoes verzeichnete 86 Prozent positive Kritiken.

## Synchronisation
Die deutschsprachige Synchronisation erfolgte durch die FFS Film- & Fernseh-Synchron nach einem Dialogbuch von Alexander Löwe und unter der Dialogregie von Patrick Baehr. Die deutsche Songtexte sind von Nina Schneider, die musikalische Leitung hatte Tommy Amper inne. 
| Rolle          | Originalsprecher        | Deutsche Sprecher  |
| -------------- | ----------------------- | ------------------ |
| Vivo           | Lin-Manuel Miranda      | Manuel Straube     |
| Gabi           | Ynairaly Simo           | Marlene Schick     |
| Rosa Hernandez | Zoe Saldana             | Nurcan Özdemir     |
| Andrés         | Juan de Marcos González | Axel Lutter        |
| Marta          | Gloria Estefan          | Susanne von Medvey |
| Lutador        | Michael Rooker          | Tobias Lelle       |